# Parafia św. Wojciecha Biskupa i Męczennika w Sulimierzu
Parafia pw. św. Wojciecha Biskupa i Męczennika w Sulimierzu – parafia rzymskokatolicka należąca do dekanatu Lipiany, archidiecezji szczecińsko-kamieńskiej, metropolii szczecińsko-kamieńskiej. W parafii posługują księża archidiecezjalni. Według stanu na wrzesień 2018 proboszczem parafii był ks. Roman Banaś.

## Miejsca święte

### Kościół parafialny
Kościół św. Wojciecha Biskupa i Męczennika w Sulimierzu

### Kościoły filialne i kaplice
- Kościół Dobrego Pasterza w Głazowie[1]
- Kościół Narodzenia Najświętszej Maryi Panny w Renicach[1]